# Al-Abraç
Abid Ibn Al-Abraç, aussi écrit ‘Abîd bin al-Abras est un poète pré-islamique de la tribu des Beni Asad, ayant vécu au VIe siècle. Il aurait terminé comme victime d'un sacrifice humain fait par un roi de Hira.

## Extraits
Sa vie difficile trouve un écho dans sa mu'allaqât, très pessimiste, construite en utilisant le mètre dit basît. En voici un extrait, traduit par Jacques Berque.
Voilà quelques lignes très noires, immédiatement après les premiers vers :
O terre, que se passent en héritage les stérilités

où quiconque séjoure subit la guerre

ou le meurtre ou la ruine

ou une dégradante vieillesse s'il parvient

à vieillir.

Mes yeux, les pleurs en dévalent

de larmiers pareils aux trous d'une outre usée

...
Et puis, encore plus loin, presque brutalement :
Voir en tout le mensonge

C'est toute la vie souffrir
Et le poème se termine par la mise à mort d'un renard chassée par une aigle. Le renard, ou le poète ?
...

elle le roule et le lâche, lui meurtrit la face

sur le sol dur

retourne à lui, l'enlève et puis rejette

le misérable qui glapit, les serres

dans son flanc

la poitrine percée inexorablement.